# Шкадышек, Леонид Фёдорович
Леонид Фёдорович Шкадышек (8 августа 1871 —  не ранее 10 июня 1917) — генерал-майор Российской императорской армии (1917). Участник русско-японской и Первой мировой войн. Обладатель Георгиевского оружия (1915).

## Биография
Леонид Фёдорович Шкадышек родился 8 августа 1871 года в семье потомственных дворян. По вероисповеданию был православным. В 1889 году окончил Полоцкий кадетский корпус, после чего 1 сентября того же года вступил на службу в Российскую императорскую армию. В 1891 году окончил 1-е военное Павловское училище, из которого он был направлен служить в 4-ю полевую пешую артиллерийскую бригаду в чине подпоручика со старшинством с 10 августа 1890 года. В 1894 году был переведён на службу в 4-й мортирный артиллерийский полк, который квартировался в Муравьёвских казармах. В чин поручика был произведён со старшинством с 10 августа 1894 года, в чин штабс-капитана — 19 июля 1898 года, в чин капитан — с 19 июля 1902 года.
Участвовал в русско-японской войне 1904 — 1905 годов. В 1906 году был переведён в 1-й мортирный артиллерийский дивизион, а в 1910 году — в 22-ю артиллерийскую бригаду, которая квартировалась в Новгороде. В чин подполковника был произведён со старшинством с 30 августа 1910. 20 декабря 1912 года был назначен на должность командира 1-й батареи 22-й артиллерийской бригады. Во время службы в Новгороде Шкадышек занимался краеведением и изучал историю военных поселений. В частности, он участвовал в восстановлении заброшенных могил офицеров и чиновников, которые были убиты во время Польского восстания 1830—31 годов.
Принимал участие в Первой мировой войне. По состоянию на 11 февраля 1915 года служил в том же чине и на той же должности. 11 февраля 1915 года «за отличия в делах» был произведён в полковники, со старшинством с 14 августа 1914 года. По состоянию на 11 марта 1915 года служил в том же чине, но уже на должности командующего 1-й батареей 22-й артиллерийской бригады. 29 мая 1915 года занял должность командира 1-го дивизиона той артиллерийской бригады. По состоянию на 1 августа и 4 декабря 1916 года служил в том же чине и на той же должности, но к 2 апреля 1917 года находился на должности командира 4-й стрелковой артиллерийской бригады. К 13 мая 1917 года вновь стал командиром 1-го дивизиона 22-й артиллерийской бригады. 10 июня 1917 года «за боевые отличия» был произведён в чин генерал-майора, со старшинством с 8 июня 1916 года.

## Награды
Леонид Фёдорович Шкадышек был пожалован следующими наградами:
- Георгиевское оружие (Высочайший приказ от 11 марта 1915)
— «за то, что в боях с 23-го по 26-е Ноября 1914 года у д. Теолин, находясь безвыходно на передовом наблюдательном пункте в линии передовых окопов под действительным и непрерывным ружейным и артиллерийским огнем противника, очень удачно корректировал и управлял огнем своей батареи, и выполнил успешно все задачи, поставленныя ему начальником боевого участка.»[3];
- Орден Святого Владимира 3-й степени с мечами (Высочайший приказ от 11 июня 1915);
- Орден Святого Владимира 4-й степени (дата награждения орденом неизвестна); мечи и бант к ордену (утверждены Высочайшим приказом от 4 апреля 1916);
- Орден Святой Анны 2-й степени (1905);
- Орден Святой Анны 3-й степени (дата награждения орденом неизвестна); мечи и бант к ордену (утверждены Высочайшим приказом от 10 марта 1916);
- Орден Святого Станислава 2-й степени (1905);
- Орден Святого Станислава 3-й степени (дата награждения орденом неизвестна); мечи и бант к ордену (утверждены Высочайшим приказом от 4 декабря 1916).